# Arrondissement de Pikine Dagoudane
Das Arrondissement de Pikine Dagoudane ist eines von zwei Arrondissements, in die das Département Pikine gegliedert ist, das seinerseits deckungsgleich ist mit dem Stadtgebiet der Großstadt Ville de Pikine, die in Senegals Metropolregion Dakar liegt. Das Arrondissement umfasst sieben Stadtbezirke, denen jeweils der Status einer Gemeinde (commune) zukommt. Die Präfektur des Arrondissements liegt in Pikine Ouest.

## Geografie
Das Arrondissement liegt im Mittelabschnitt der Cap-Vert-Halbinsel, wo diese sich auf einen nur knapp fünf Kilometer breiten Isthmus verengt und nimmt hier das Gebiet zwischen den sumpfigen Feuchtgebieten der Niayes und der Nordküste der Baie de Gorée ein. Es umfasst die westlichen Stadtbezirke von Pikine.  Das Arrondissement hat nach Angaben zum Zensus 2023 eine Fläche 14,0755 km² (zuvor 15,3 km²).

## Bevölkerung

Arrondissements und Stadtbezirke in Pikine (gelb)

Die letzten Volkszählungen ergaben für das Arrondissement jeweils folgende Einwohnerzahlen:
| Stadtbezirk             | Fläche km² | Einwohner 2002 | Einwohner 2013 | Einwohner 2023 |
| ----------------------- | ---------- | -------------- | -------------- | -------------- |
| Pikine Ouest            | 5,754      | 44.266         | 52.154         | 57.240         |
| Pikine Est              | 0,750      | 31.290         | 32.452         | 32.717         |
| Pikine Nord             | 1,232      | 37.103         | 46.780         | 49.088         |
| Dalifort                | 2,446      | 19.963         | 30.418         | 39.096         |
| Djidah Thiaroye Kao     | 1,886      | 90.586         | 96.952         | 100.128        |
| Guinaw Rail Nord        | 0,6525     | 30.142         | 30.058         | 30.303         |
| Guinaw Rail Sud         | 1,355      | 38.422         | 39.859         | 40.185         |
| Arrondissement zusammen | 14,0755    | 291.772        | 328.673        | 348.757        |